# الهجمات على المسيحيين في الموصل سنة 2008
الهجمات على مسيحيي الموصل سنة 2008 كانت سلسلة هجمات مسلحة تعرضت لها المناطق ذات الكثافة المسيحية في مدينة الموصل شمال العراق. أدت هذه الهجمات إلى مقتل العشرات ونزوح معظم المسيحيين من مدينة الموصل إلى القرى المسيحية في سهل نينوى وإقليم كردستان العراق.

## الوضع بعد سقوط بغداد
ساء وضع الأقليات في العراق ومنهم المسيحيين بعد احتلال العراق وتعرضت كنائسهم إلى عدة هجمات كان أعنفها تلك التي استهدفت كنائس في بغداد والموصل في 3 آب 2004 أدت لمقتل 15 وجرح العشرات. كما أدت سيطرة تنظيم القاعدة على أجزاء من المدينة والمعركة التي تلتها في تشرين الثاني 2004 إلى نزوح أإعداد كبيرة منهم إلى خارج المدينة. كما تم استهداف عدد من رجال الدين المسيحيين كان آخرهم مطران الكنيسة الكلدانية الكاثوليكية بولص فرج رحو الذي عثر عليه مقتولا بعد اختطافه في في 3 آذار 2008.

## الهجمات

### تشرين الأول
شهد تشرين حملة استهدفت المسيحيين في الموصل راح ضحيتها حوالي 14 شخصا بينما فرت أكثر من 1500 عائلة إلى القرى المجاورة بعد أن تلقت تهديدات بالتحول إلى الإسلام أو القتل. بحلول 20 تشرين الأول ازدادت عدد العوائل النازحة إلى 2000 بعد استمرار الهجمات بالرغم من فرد حضر التجول في المدينة، كما دعى محافظ نينوى النازحين إلى العودة إلى المدينة. غير أن عدد النازحين ازداد ليصل إلى 2300 عائلة بنهاية تشرين الأول. كما وعدت الحكومة بتوفير 900,000 دولار أمريكي لمساعدة الناجين الذين انتشروا في القرى والأديرة شرق وشمال المدينة.

### تشرين الثاني
في بداية تشرين الثاني عثر على جثة سبعة مسيحيين ملقاة في الشارع بعد أن أعدموا رميا بالرصاص، كما اقتحم مجهولون ديرا للراهبات في المدينة وقتلوا راهبتين وجرحوا ثالثة. ونزحت 500 عائلة من المدينة نحو مناطق سهل نينوى على أثر هذه الحوادث. وقدر محافظ نينوى دريد كشمولة عدد النازحين بحوالي 3000 شخص، بينما قدرت منظمات حقوقية العدد الكلي بحوالي 12,000.

## المنفذين
شهدت فترة الهجمات توترا غير مسبوق بين النواب الأكراد والعرب في مجلس محافظة الموصل حيث اتهم أسامة النجيفي الأحزاب الكردية بالقيام بهذه العمليات من أجل زعزعة الأمن في المدينة، كما نفى متحدث في وزارة الدفاع العراقية ظلوع تنظيم القاعدة في الأمر. بينما أكد محافظ المدينة دريد كشمولة أن تنظيم القاعدة هو المسؤول عن هذه الحملة، وشاطره الرأي كذلك نائبه خسرو كوران، الذي أكد أن الحملة قامت بها جماعات متطرفة قامت بتوزيع منشورات تخيرهم بين الإسلام ومغادرة المدينة. غير أن جورج إسحق قيادي الحركة الديمقراطية الآشورية في الموصل أكد أن الجماعات المتطرفة ما هي إلا أداة بيد أطراف داخلية بعدها مرتبط بالخارج.